# Liste der Biografien/Schab
Liste der Biografien |
Portal Biografien |
Personensuche
# |
A |
B |
C |
D |
E |
F |
G |
H |
I |
J |
K |
L |
M |
N |
O |
P |
Q |
R |
S |
T |
U |
V |
W |
X |
Y |
Z |
?
 
Sa |
Sb |
Sc |
Sd |
Se |
Sf |
Sg |
Sh |
Si |
Sj |
Sk |
Sl |
Sm |
Sn |
So |
Sp |
Sq |
Sr |
Ss |
St |
Su |
Sv |
Sw |
Sy |
Sz
 
Sca–Sce |
Sch |
Sci–Scz
 
Scha |
Schc |
Schd |
Sche |
Schg |
Schi |
Schj |
Schk |
Schl |
Schm |
Schn |
Scho |
Schp |
Schr |
Schs |
Scht |
Schu |
Schv |
Schw |
Schy
 
Schaa |
Schab |
Schac |
Schad |
Schae |
Schaf |
Schag |
Schah |
Schai |
Schaj |
Schak |
Schal |
Scham |
Schan |
Schap |
Schaq |
Schar |
Schas |
Schat |
Schau |
Schav |
Schaw |
Schax |
Schay |
Schaz
Die Liste der Biografien führt alle Personen auf, die in der deutschsprachigen Wikipedia einen Artikel haben. Dieses ist eine Teilliste mit 108 Einträgen von Personen, deren Namen mit den Buchstaben „Schab“ beginnt.

## Schab
- Schab, Oskar von (1901–1977), deutscher Maler, Bühnenbildner, Schauspiellehrer und Schauspieler
- Schab, William H. (1887–1975), austroamerikanischer Buchantiquar und Kunsthändler

### Schaba
- Schaback, Robert (* 1945), deutscher Mathematiker
- Schabacker, Dietmar (* 1949), deutscher Fußballspieler
- Schabaghin, Assyghat (* 1948), kasachischer Politiker
- Schabaka, ägyptischer Pharao
- Schabalin, Maxim Andrejewitsch (* 1982), russischer Eiskunstläufer
- Schabalin, Pawel (* 1988), kasachischer Fußballspieler
- Schabalin, Pawel Eduardowitsch (* 1961), russischer Bergsteiger
- Schabalkin, Nikita Alexejewitsch (* 1986), russischer Basketballspieler
- Schabaltas, Wolodymyr (1970–2010), ukrainischer Jazzmusiker (Gitarre, Komposition)
- Schaban, Zaina (* 1988), jordanische Tischtennisspielerin
- Schabana, Isis (* 1974), deutsche Schauspielerin
- Schabanawa, Tazzjana (* 1998), belarussische Hindernisläuferin
- Schabanow, Dmitri Alexejewitsch (* 1964), russischer Segler
- Schabanow, Juri Fjodorowitsch (1937–2010), russischer Schachgroßmeister
- Schabanow, Konstantin Georgijewitsch (* 1989), russischer Hürdenläufer
- Schabanowa, Alla Sergejewna (* 1982), russische Eisschnellläuferin
- Schabanowa, Anna (1848–1932), russische Kinderärztin und Frauenrechtlerin
- Schabanowa, Irina Nikolajewna (1938–2024), sowjetisch-russische Physikerin, Metallkundlerin und Hochschullehrerin
- Schabas, William (* 1950), kanadischer Jurist, Professor an der Middlesex UniversityWilliam Schabas (* 1950)

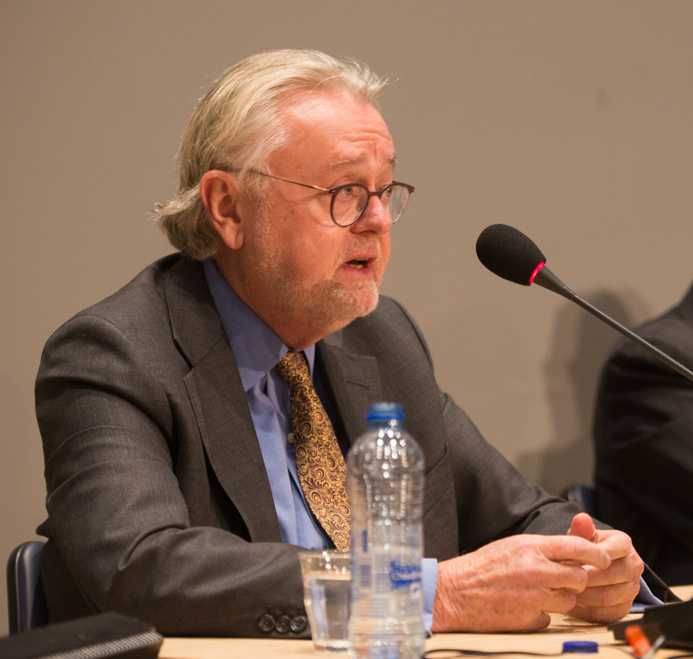
William Schabas (* 1950)

- Schabat, Alexei Borissowitsch (1937–2020), sowjetischer bzw. russischer Physiker
- Schabat, Schlomi (* 1954), israelischer Sänger orientalischer Musik
- Schabata, Woody (* 1955), österreichischer Jazzmusiker
- Schabatura, Stefanija (1938–2014), ukrainische Teppichkünstlerin, Menschenrechtsaktivistin und Dissidentin
- Schabauer, Marco (* 2005), österreichischer Fußballspieler

### Schabb
- Schabbach, Thomas (* 1966), deutscher Ingenieurwissenschaftler und Hochschullehrer
- Schabbehard, August (1887–1963), deutscher Verwaltungsjurist und Landrat
- Schabbel, Heinrich (1607–1677), deutscher Advokat am Tribunalgericht, Ratsherr und Bürgermeister in Wismar
- Schabbel, Heinrich (1861–1904), Lübecker Bäckermeister und Konditor
- Schabbel, Hieronymus (1570–1635), deutscher Jurist und Syndicus der Hansestadt Lübeck
- Schabbel, Klara (1894–1943), deutsche Widerstandskämpferin
- Schabbi, Fadela asch- (* 1946), tunesische Dichterin und Autorin
- Schabbing, Bernd (* 1970), deutscher Hochschullehrer, Professor für Betriebswirtschaft
- Schabbon, Florenz Robert (1899–1934), deutscher Maler

### Schabd
- Schabdanuly, Qaschyghumar (1925–2011), kasachischer Dissident und Autor

### Schabe
- Schabedoth, Hans-Joachim (1952–2020), deutscher gewerkschaftlicher Politikberater, Autor und Politiker (SPD), MdB
- Schabel, Niko (* 1978), deutscher Jazzmusiker und Tontechniker
- Schabel, Wilhelm (* 1973), deutscher Verfahrenstechnikingenieur und Hochschullehrer
- Schabelitz, Jakob Lukas (1827–1899), Schweizer Verleger
- Schabelski-Bork, Pjotr Nikolajewitsch (1893–1952), russischer Offizier und rechtsextremer Schriftsteller, Attentäter
- Schabelsky, Elsa von (1855–1917), russisch-deutsche Schriftstellerin und Schauspielerin
- Schaber, Erich (* 1946), österreichischer Kunstpädagoge, Bildhauer, Maler und Grafiker
- Schaber, Franz (1923–2010), österreichischer Beamter und Politiker (ÖVP), Abgeordneter zum Nationalrat
- Schaber, Gaston (1926–2010), luxemburgischer Hochschullehrer, Psychologe
- Schaber, Ines (* 1969), deutsche Fotografin, Installationskünstlerin, Architekturtheoretikerin und Autorin
- Schaber, Johannes (* 1967), deutscher Benediktiner, Abt des Klosters Ottobeuren
- Schaber, Ricarda (* 1997), deutsche Fußballspielerin
- Schaber, Romuald (* 1957), deutscher Landwirt, Vorsitzender des Bundesverband Deutscher Milchviehhalter
- Schaber, Will (1905–1996), deutschsprachiger Journalist
- Schabereiter, Florian (* 1991), österreichischer Skispringer
- Schaberg, Heinrich (1833–1914), deutscher Arzt, Krankenhausleiter
- Schaberg, Jane (1938–2012), US-amerikanische römisch-katholische Theologin
- Schaberg, Laura († 1935), deutsche Malerin
- Schaberl, Markus (* 1996), österreichischer American-Football-Spieler
- Schaberl, Robert (* 1961), österreichischer Künstler
- Schabert, Dorothee (* 1952), deutsche Komponistin, Tonmeisterin und Autorin
- Schabert, Hans (* 1947), Bürgermeister von Neuweiler
- Schabert, Ina (* 1940), deutsche Anglistin und Hochschullehrerin
- Schabert, Oskar (1866–1936), deutschbaltischer Theologe, Gründer einer Seemannsmission, Autor des Baltischen Märtyrerbuches
- Schabert, Simon, deutscher Szenenbildner, Szenograf und Modellbauer für Film, Theater und Oper
- Schabert, Tilo (* 1942), deutscher Politologe und Hochschullehrer
- Schabes, Hans (1883–1960), österreichischer Politiker (SPÖ), Mitglied des Bundesrates
- Schabestari, Mahmoud (1288–1340), persischer Mystiker und Dichter
- Schabestari, Mohammad Modschtahed (* 1936), iranischer Reformer und Philosoph, schiitischer Theologe, Autor und Professor an der Universität Teheran
- Schabet, Fidelis (1813–1874), Bildnis-, Heiligen- und Historienmaler

### Schabh
- Schabhüttl, Jürgen (* 1971), österreichischer Politiker (SPÖ), Mitglied des Bundesrats

### Schabi
- Schaʿbī, asch-, arabischer Fiqh-Gelehrter, Mufti, Traditionarier und Dichter
- Schabib, Talib (1934–1997), irakischer Politiker und Diplomat
- Schabik, Karl (1882–1945), deutscher Architekt und kommunaler Baubeamter, Stadtbaurat in Gleiwitz
- Schabinger von Schowingen, Karl Emil (1877–1967), deutscher Diplomat und Orientalist
- Schabinger, Michaela (* 1961), deutsche Sprinterin
- Schabinski, Georg (1924–1979), deutscher Mediziner und Hochschullehrer
- Schabir, Muhammad (1946–2023), palästinensischer Wissenschaftler

### Schabl
- Schabl, Emil (* 1963), österreichischer Politiker (SPÖ), Landtagsabgeordneter
- Schabl, Richard (* 1959), deutscher Freestyle-Skisportler
- Schablas, Matteo (* 2005), österreichisch-deutscher FußballspielerMatteo Schablas (* 2005)

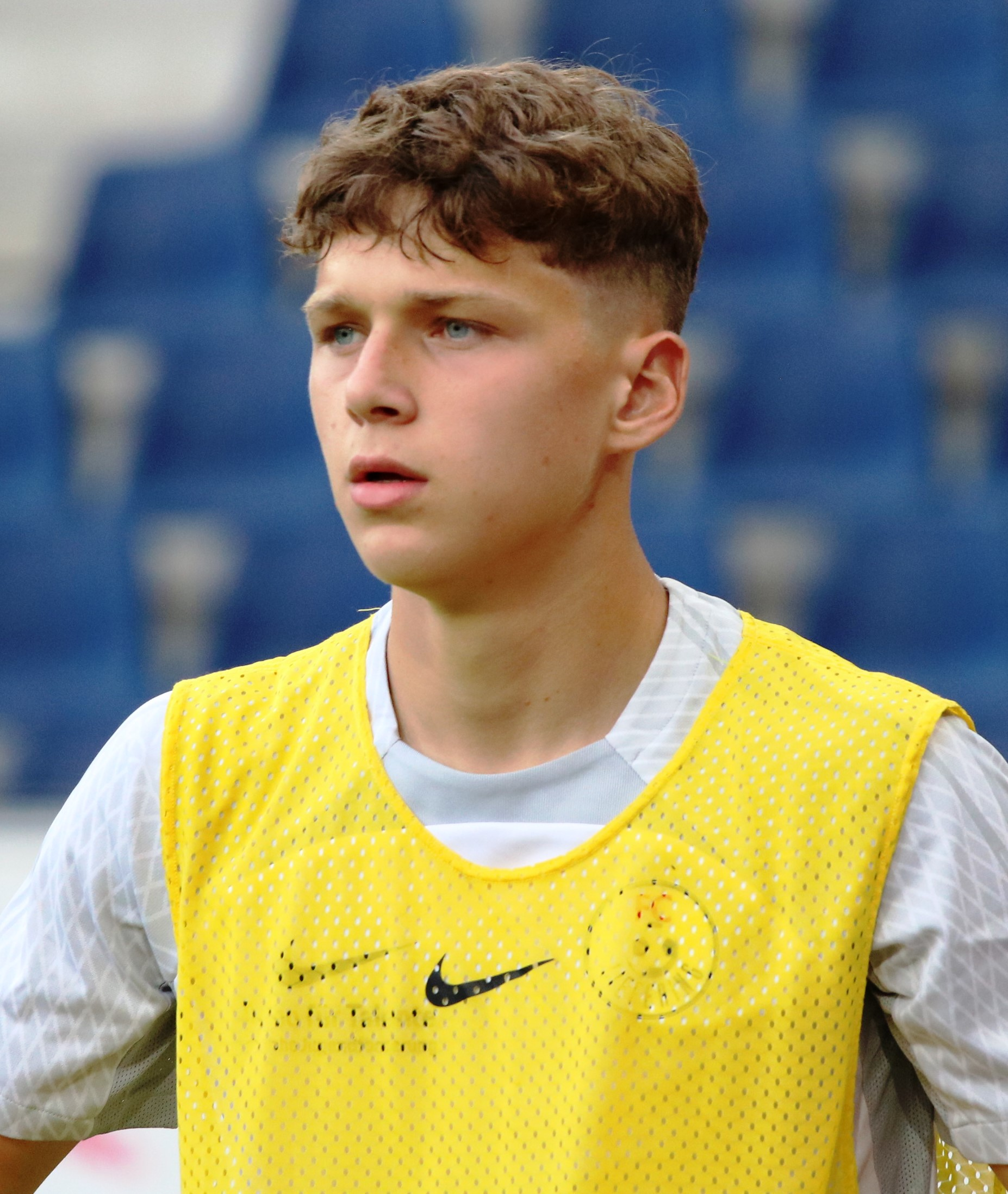
Matteo Schablas (* 2005)

- Schäblen, Georg Jakob (1743–1802), evangelischer Theologe, Pfarrer und Volkspädagoge
- Schäbler, Birgit, deutsche Orientalistin
- Schablewski, Frank (* 1965), deutscher Schriftsteller
- Schablij, Olena (* 1975), ukrainische Sprach- und Übersetzungswissenschaftlerin
- Schablinski, Barbara (* 1941), deutsche Journalistin
- Schablinski, Rolf (1932–2009), deutscher Journalist
- Schablitzki, Gabor (* 1974), deutscher DJ, Musiker und Musikproduzent
- Schablowski, Linda (* 2005), deutsche Schauspielerin

### Schabo
- Schabotinski, Anatoli Markowitsch (1938–2008), sowjetischer Physiker
- Schabotinski, Leonid Iwanowitsch (1938–2016), sowjetischer Gewichtheber
- Schabotowa, Anastassija (* 2006), ukrainische Eiskunstläuferin
- Schabow, Dietrich (* 1940), deutscher Pädagoge, Fachautor und Historiker
- Schabowski, Günter (1929–2015), deutscher Politiker (SED), MdVGünter Schabowski (1929–2015)

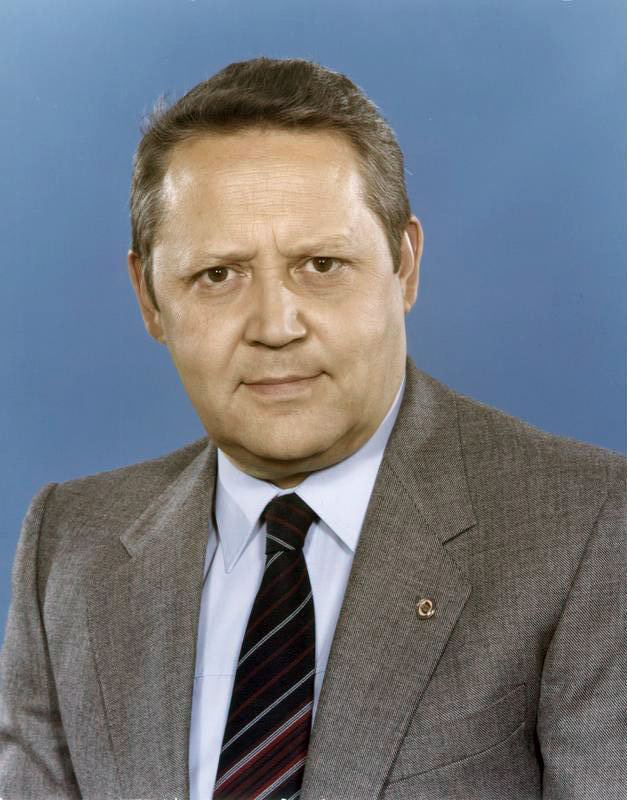
Günter Schabowski (1929–2015)

### Schabr
- Schabrailow, Elmadi (* 1965), sowjetischer bzw. kasachischer Ringer
- Schabrailow, Lukman Sainadijewitsch (* 1962), russischer Ringer für die Sowjetunion und die Republik Moldau
- Schabrailowa, Milana Elmadijewna (* 2003), russische Tennisspielerin
- Schabram, Hans (1928–2021), deutscher Anglist
- Schabram, Wilhelm (1916–1942), deutscher Fußballspieler
- Schabranskyj, Wjatscheslaw (* 1987), ukrainischer Boxer
- Schabrod, Karl (1900–1981), deutscher Politiker (KPD), MdL
- Schabrod, Klara (1903–1999), deutsche Antifaschistin und Kommunistin

### Schabt
- Schabtai, Ya’akov (* 1964), israelischer Polizist und PolizeichefYa’akov Schabtai (* 1964)

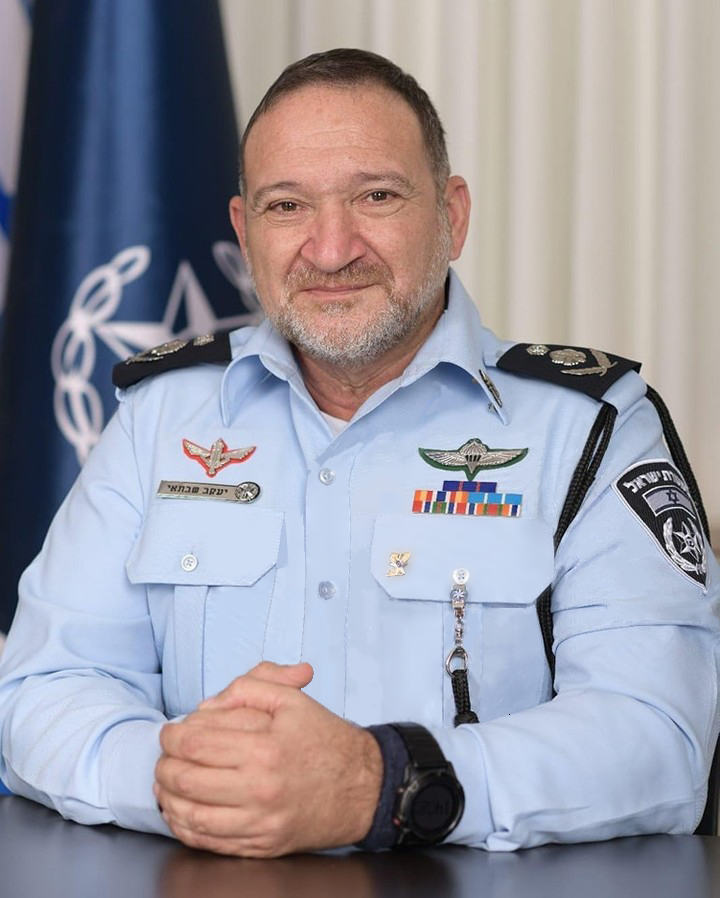
Ya’akov Schabtai (* 1964)

### Schabu
- Schaburow, Magomed (* 1970), deutscher Boxtrainer und Amateurboxer
- Schabus, Berend (* 1957), österreichischer Maler, Grafiker, Theaterregisseur, Eisschnellläufer und Unternehmer
- Schabus, Hans (* 1970), österreichischer Künstler
- Schabus, Jakob (1825–1867), österreichischer Physiker
- Schabus, Julia Sophie (* 1992), deutsch-österreichische Schauspielerin
- Schabus, Karin (* 1968), österreichische Politikerin (ÖVP), Abgeordnete zum Kärntner Landtag
- Schabus, Manuel (* 1977), österreichischer Psychologe
- Schabus, Robert (* 1971), österreichischer Filmemacher
- Schabus, Rudolf (1954–2024), österreichischer Sporttraumatologe und Unfallmediziner